# فاشيل فرنانديز
فاشيل فرنانديز (بالإنجليزية: Vashil Fernandez) مواليد 16 يناير 1992 في جامايكا، هو لاعب كرة سلة جامايكي. بدأ مسيرته الاحترافية في سنة 2016. يلعب مع غرينزبورو سوورم في دوري الرابطة الوطنية لفئة التطوير كلاعب وسط. يحمل الرقم 42. يبلغ طوله 6 قدم 10 بوصة (2.1 م).

## روابط خارجية
- فاشيل فرنانديز على موقع الاتحاد الدولي لكرة السلة (الإنجليزية)
- فاشيل فرنانديز على موقع سبورتس رفرنس (الإنجليزية)
- فاشيل فرنانديز على موقع كرة السلة الأوروبية.كوم (الإنجليزية)
- فاشيل فرنانديز على موقع كلية كرة السلة في سبورتس رفرنس.كوم (الإنجليزية)
- فاشيل فرنانديز على موقع ريلجم (الإنجليزية)
- فاشيل فرنانديز على موقع بروبوليرز (الإنجليزية)
- فاشيل فرنانديز على موقع سبورتس رفرنس (الإنجليزية)